# Walter Wreszinski
Walter Wreszinski (18 mars 1880, à Mogilno Pologne - 9 avril 1935) est un égyptologue allemand, professeur à l'université Albertus de Königsberg.

## Biographie
Walter Wreszinski étudie à Leipzig de 1898 à 1899, puis à Berlin de 1899 à 1904 (sous la direction d'Adolf Erman). Pendant cette période, il travaille sur le Dictionnaire de la langue égyptienne.
À Berlin, il obtient son diplôme en 1904 avec une dissertation sur « Le Grand Prêtre d'Amon ».
Après avoir obtenu son diplôme, il s'installe à Königsberg en 1909, d'abord comme chargé de cours, puis à partir de 1920 comme professeur associé honoraire, et à partir de 1927 comme professeur associé.
De 1921 à 1931, Wreszinski est rédacteur en chef de la revue de littérature orientaliste.
En 1934, après l'adoption de la loi sur la restauration de la fonction publique par le gouvernement dirigé par le parti nazi, Wreszinski perd son poste de professeur en raison de son ascendance juive.

## Publications
L'Atlas en cinq volumes de l'histoire de la culture égyptienne ancienne est considéré comme son chef-d'œuvre.
- Le grand prêtre d'Amon, Diss, Berlin, 1904.
- Les inscriptions égyptiennes du Musée de la Cour K.K. à Vienne, Leipzig, 1906.
- La médecine des anciens Égyptiens, « I Le grand papyrus médical du Musée de Berlin » (Berl Pap. 3038). En fac-similé et en transcription avec traduction, commentaire et glossaire, Leipzig, 1909.
- La médecine des anciens Égyptiens, « II Le papyrus médical de Londres » (BM 10059) et le papyrus Hearst. Transcription, traduction et commentaire, Leipzig 1912.
- La médecine des anciens Égyptiens, « III. Le papyrus Ebers ». Transcription, traduction et commentaire, Leipzig 1913.
- Lepsius : Monuments d'Égypte et d'Éthiopie, Volume V, 1913.
- Atlas de l'histoire culturelle de l'Égypte ancienne, cinq volumes, Leipzig, 1913-1936.
- Rapport sur l'expédition photographique du Caire à Wadi Halfa, « Ordre de préparation et de collecte de matériel pour mon Atlas de l'histoire culturelle de l'Égypte ancienne », Leipzig, 1927